# Manfred Deselaers
Manfred Deselaers (ur. 19 maja 1955 w Düsseldorfie) – niemiecki ksiądz katolicki. Wiceprezes Krakowskiej Fundacji Centrum Dialogu i Modlitwy w Oświęcimiu. Członek Międzynarodowej Rady Oświęcimskiej II i III kadencji.

## Życiorys
Maturę zdał w 1974 w Viersen. Po semestrze studiów prawniczych w Bonn, w latach 1975–1976 przebywał w Izraelu jako wolontariusz z ramienia niemieckiej organizacji Akcja Znaku Pokuty/Służby na Rzecz Pokoju. W Izraelu odbył kurs językowy w kibucu Dovrat. Większość swojej półtorarocznej służby spędził w Jerozolimie pracując w domu dla dzieci niepełnosprawnych. Po powrocie studiował teologię w Tübingen i Chicago. W 1983 przyjął święcenia kapłańskie w katedrze w Akwizgranie. Był wikariuszem w Mönchengladbach, gdzie pracował również w zarządzie Towarzystwa Współpracy Chrześcijańsko-Żydowskiej.
W październiku 1989 rozpoczął w Polsce służbę na rzecz pojednania polsko–niemieckiego. Początkowo uczył się języka polskiego na Katolickim Uniwersytecie Lubelskim. Od 3 października 1990 mieszka w parafii Wniebowzięcia NMP w Oświęcimiu.
W 1991 uzyskał tytuł licencjata na Papieskiej Akademii Teologicznej w Krakowie, gdzie następnie obronił swoją pracę doktorską Bóg a zło w świetle biografii i wypowiedzi Rudolfa Hössa komendanta Auschwitz. Tytuł doktora uzyskał w 1996.
Na polecenie ks. biskupa Heinricha Mussinghoffa z Akwizgranu i w porozumieniu z ks. kardynałem Franciszkiem Macharskim z Krakowa poświęcił się pracy na rzecz pojednania polsko-niemieckiego i chrześcijańsko-żydowskiego w Centrum Dialogu i Modlitwy w Oświęcimiu. Od 2001 członek zarządu Krakowskiej Fundacji Centrum Dialogu i Modlitwy. Od 2008 wiceprezes Krakowskiej Fundacji Centrum Dialogu i Modlitwy.

## Najważniejsze publikacje
- 1995: medytacja drogi krzyżowej w Auschwitz Mein Gott, warum hast Du mich verlassen...?
- 1997: medytacja drogi krzyżowej w Auschwitz Boże mój, Boże, czemuś mnie opuścił...? (Centrum Dialogu i Modlitwy, ISBN 978-83-904907-2-4)
- 1997: doktorat Und Sie hatten nie Gewissensbisse. Die Biografie von Rudolf Höß, Kommandant von Auschwitz, und die Frage nach seiner Verantwortung vor Gott und den Menschen (St. Benno/ Verlag, wydanie drugie w 2001)
- 1999: doktorat w tłumaczeniu polskim Bóg a Zło (WAM, Kraków, ISBN 83-7097-461-9)
- 2003: Dialog u progu Auschwitz (UNUM, Kraków, ISBN 83-89256-14-2)

## Odznaczenia i nagrody
- 2000: Polska Rada Chrześcijan i Żydów uhonorowała go tytułem Człowieka Pojednania przyznawanego osobom, które szczególnie przyczyniły się do dialogu chrześcijańsko-żydowskiego w Polsce.
- 26 stycznia 2005: Krzyż Kawalerski Orderu Zasługi Rzeczypospolitej Polskiej
- maj 2005: nagroda im. księdza Józefa Tischnera w kategorii inicjatyw duszpasterskich i społecznych współtworzących „polski kształt dialogu” Kościoła i świata.
- 23 maja 2008: Krzyż Zasługi I Klasy Orderu Zasługi Republiki Federalnej Niemiec
- marzec 2012: nagroda im. ks. Stanisława Musiała za inicjatywy społeczne promujące dialog chrześcijańsko-żydowski i polsko-żydowski